# Dougie Hamilton
Douglas Jonathan „Dougie“ Hamilton junior (* 17. Juni 1993 in Toronto, Ontario) ist ein kanadischer Eishockeyspieler, der seit Juli 2021 bei den New Jersey Devils in der National Hockey League unter Vertrag steht. Zuvor war der Verteidiger in der NHL bereits für die Boston Bruins, Calgary Flames und Carolina Hurricanes aktiv.

## Karriere
Nach seiner Zeit bei den St. Catharines Falcons, wurde der in St. Catharines aufgewachsene Hamilton 2009 bei der OHL Priority Selection an 27. Stelle von den Niagara IceDogs ausgewählt. In seinem ersten Jahr bei den IceDogs in der Ontario Hockey League wurde er ins Second All-Rookie-Team berufen. In der Saison 2010/11, in der er mit seinem Team das Eastern-Conference-Finale erreichte, war er mit 58 Scorerpunkten punktbester Verteidiger seines Teams und viertbester Verteidiger der OHL. Hamilton wurde daraufhin 2011 mit der Bobby Smith Trophy und dem CHL Scholastic Player of the Year Award ausgezeichnet.
Beim NHL Entry Draft 2011 wurde Hamilton an neunter Stelle von den Boston Bruins ausgewählt. Im Dezember 2011 unterzeichnete er einen dreijährigen Einstiegsvertrag bei den Bruins. Im Januar 2013 kam er beim 3:1-Erfolg gegen die New York Rangers zu seinem NHL-Debüt und stand bis zum Ende der Saison noch in 49 Spielen für Boston auf dem Eis.
Im Vorfeld des NHL Entry Draft 2015 wurde Hamilton von den Boston Bruins an die Calgary Flames abgegeben. Im Gegenzug erhielten die Bruins ein Erstrunden- sowie zwei Zweitrunden-Wahlrechte für diesen Draft. In Calgary war er in der Folge drei Jahre aktiv, bevor er im Juni 2018 samt Micheal Ferland und Adam Fox zu den Carolina Hurricanes transferiert wurde, die dafür Noah Hanifin und Elias Lindholm zu den Flames schickten. Am Ende der Saison 2020/21, in der ihm 42 Punkte in 55 Partien gelangen, wurde er ins NHL Second All-Star Team gewählt.
Dennoch gelang es beiden Parteien nicht, sich anschließend auf einen neuen Vertrag in Carolina zu einigen, sodass er im Juli 2021 als Free Agent zu den New Jersey Devils wechselte. Dort unterzeichnete er einen neuen Siebenjahresvertrag, der ihm ein durchschnittliches Jahresgehalt von neun Millionen US-Dollar einbringen soll. Im Trikot der Devils verzeichnete er in der Saison 2022/23 mit 74 Punkten aus 82 Partien seine bisher beste Offensivstatistik, bevor er von der folgenden Spielzeit 2023/24 den Großteil verletzungsbedingt verpasste.

## Erfolge und Auszeichnungen
| - 2010 OHL Second All-Rookie-Team - 2010 Ivan Tennant Memorial Award - 2011 CHL Top Prospects Game - 2011 OHL Second All-Star-Team - 2011 Bobby Smith Trophy - 2011 OHL-Verteidiger des Monats Oktober - 2011 CHL Scholastic Player of the Year - 2011 OHL-Verteidiger des Monats November | - 2012 OHL-Verteidiger des Monats Februar - 2012 Max Kaminsky Trophy - 2012 OHL First All-Star-Team - 2012 CHL Defenceman of the Year - 2012 OHL-Verteidiger des Monats November - 2020 Teilnahme am NHL All-Star Game (verletzungsbedingte Absage) - 2021 NHL Second All-Star Team |

### International
- 2010 Goldmedaille bei der World U-17 Hockey Challenge
- 2010 Goldmedaille beim Ivan Hlinka Memorial Tournament
- 2012 Bronzemedaille bei der U20-Junioren-Weltmeisterschaft

## Karrierestatistik

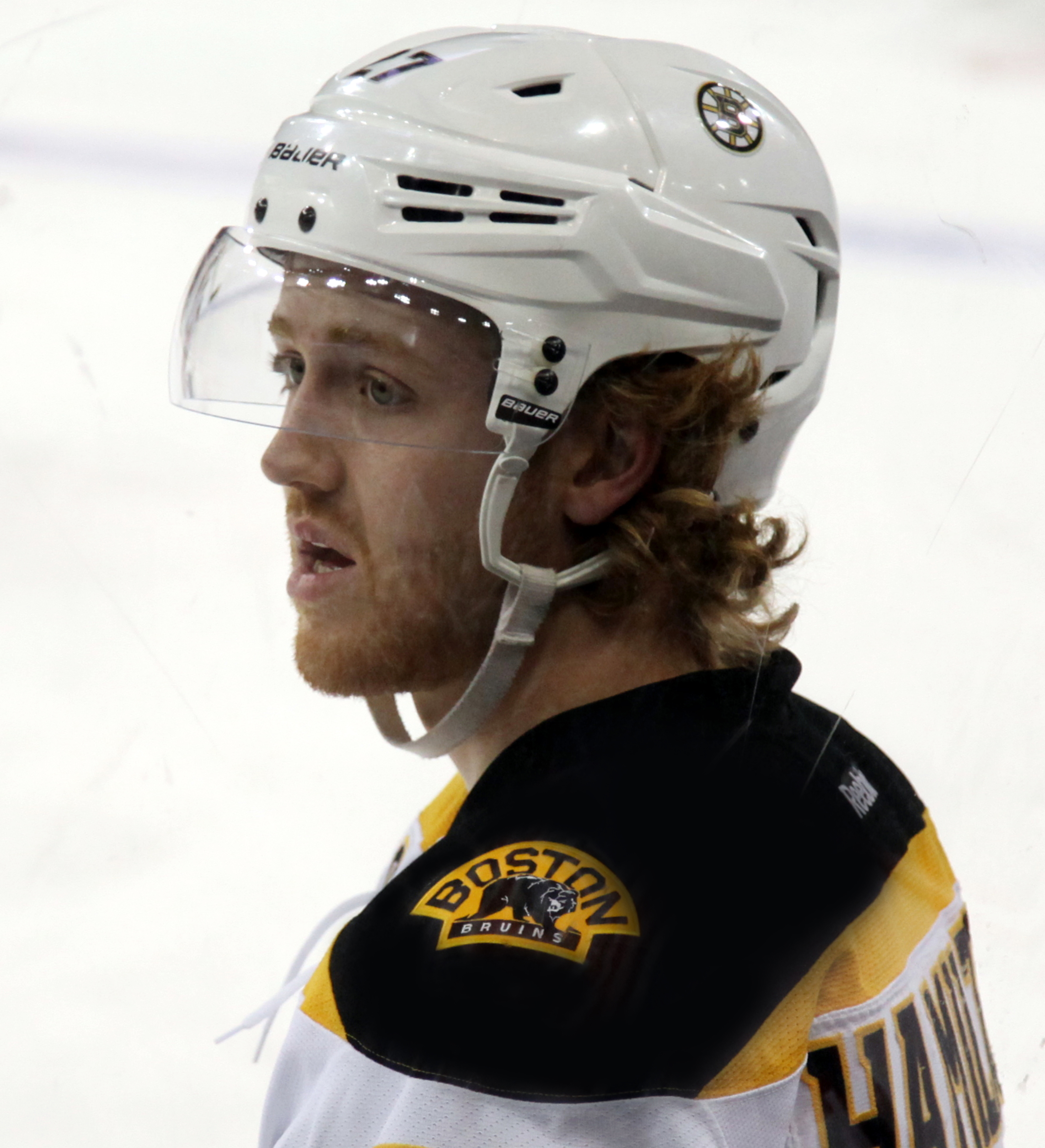
Hamilton im Trikot der Boston Bruins (2014)

Stand: Ende der Saison 2024/25

### International
Vertrat Kanada bei:
- World U-17 Hockey Challenge 2010
- Ivan Hlinka Memorial Tournament 2010
- U20-Junioren-Weltmeisterschaft 2012
- U20-Junioren-Weltmeisterschaft 2013

(Legende zur Spielerstatistik: Sp oder GP = absolvierte Spiele; T oder G = erzielte Tore; V oder A = erzielte Assists; Pkt oder Pts = erzielte Scorerpunkte; SM oder PIM = erhaltene Strafminuten; +/− = Plus/Minus-Bilanz; PP = erzielte Überzahltore; SH = erzielte Unterzahltore; GW = erzielte Siegtore; 1 Play-downs/Relegation; Kursiv: Statistik nicht vollständig)

## Familie
Hamiltons älterer Bruder Freddie ist ebenfalls professioneller Eishockeyspieler. Sein Vater Doug war ein erfolgreicher Ruderer, der bei den Olympischen Sommerspielen 1984 die Bronzemedaille im Doppelvierer gewann und auch an den Olympischen Sommerspielen 1988 teilnahm. Seine Mutter Lynn Polson gehörte bei den Sommerspielen 1984 dem kanadischen Basketballteam der Damen an, das das Turnier auf dem vierten Platz beendete.